# Jorge Russek
Jorge Antonio Russek Martínez (Guaymas, Sonora, 4 de enero de 1932-Ciudad de México, 30 de julio de 1998), más conocido artísticamente como Jorge Russek, fue un actor mexicano.

## Biografía
Nació en Guaymas, Sonora siendo hijo de Marcos Russek Ramírez (1885-1956) y Luisa Lily Martínez Bustamante (1900-1972); hermano de Marcos Antonio (1919), Luis Antonio (1924-1964) y Fernando Antonio (1928-1996). De joven estudió en la Academia Militar de Harvard, en North Hollywood, California. Se inició como actor en la década de los 50. Su primer papel importante fue en la cinta La vida de Agustín Lara de 1959. Durante la década de los 60 empieza a destacar con roles cada vez más relevantes, en cintas como la comedia ¡En peligro de muerte! al lado de Marco Antonio Campos "Viruta", Gaspar Henaine "Capulina" y Germán Valdés "Tin Tan"; El revólver sangriento al lado de Luis Aguilar, Lola Beltrán, Flor Silvestre y Emilio "El Indio" Fernández, La loba al lado de Kitty de Hoyos, Joaquín Cordero y Columba Domínguez, entre otras. A finales de la década expande su carrera a Estados Unidos, participando en exitosas series como I Spy y El gran chaparral, también participa en célebres cintas como The Wild Bunch, Butch Cassidy and the Sundance Kid y Soldier Blue. Más adelante también actúa en las famosas cintas Pat Garrett y Billy the Kid, The Return of the Man Called Horse, Missing y Licence to Kill. En México continúa consagrándose actuando en cintas como Alguien nos quiere matar, Quiero la cabeza de Alfredo García, Sangre derramada, El hombre del puente, Longitud de guerra, De todos modos Juan te llamas y Bloody Marlene, entre muchas otras.
Su carrera en televisión fue igual de extensa: participó en alrededor de 11 telenovelas, destacando La gloria y el infierno, Días sin luna, Más allá del puente y Cañaveral de pasiones, entre otras.
A lo largo de su carrera recibió muchos galardones, entre ellos, la Diosa de Plata a Mejor Actor por la cinta Todo por nada, y la Medalla Virginia Fábregas a la Trayectoria en 1990, además de sus tres nominaciones al Premio Ariel, ganando en la categoría de Mejor Actor por De todos modos Juan te llamas en 1976; y en la categoría de Mejor Coactuación Masculina por Los camaroneros en 1989. En 1994 fue nominado como Mejor Actor por La última batalla.
Su último trabajo como actor fue en la telenovela Huracán (1997), donde interpretó al malvado Néstor Villarreal.
Iba a participar en Tres Mujeres en 1997 y solo grabó 20 capítulos, pero tras su muerte, fue reemplazado inmediatamente por Patricio Castillo.
Falleció el 30 de julio de 1998 de un ataque al corazón. Le sobreviven su esposa July Elvira, sus hijas July y Vanessa, y sus cinco nietos: María José, Rodrigo, Ane, María Elisa y Lorea.

## Telenovelas
- Huracán (1997-1998) — Don Néstor Villarreal
- Pueblo chico, infierno grande (1997) — Don Rosendo Equigua †
- Cañaveral de pasiones (1996) — Samuel Aldapa
- Agujetas de color de rosa (1994-1995) — Pompeyo
- Más allá del puente (1993-1994) — Don Fulgencio Rojas
- La fuerza del amor (1990-1991) — Gustavo
- Días sin luna (1990) — Rogelio Santamaría
- El rincón de los prodigios (1987-1988) — Don Francisco de la Garza
- La gloria y el infierno (1986) — Don Fernando Vallarta
- El mexicano (1977)
- México 1900 (1964)

### Películas
- Pensamientos (1996)
- Chilindrina en apuros (1994)
- Una maestra con Ángel (1994)
- Ámbar (1994)
- La última batalla (1993)
- Policía de homicidios (1992)
- La tumba del Atlántico (1992)
- Gertrudis (1992)
- El patrullero (1991)
- Bandidos (1991)
- Como fui a enamorarme de ti (1991)
- Rosa de dos aromas (1989)
- Licence to Kill (1989)
- Vieja moralidad (1988)
- Los camaroneros (1988)
- El solitario indomable (1988)
- La rebelión de los colgados (1986)
- Motín en la cárcel (1986)
- Oceans of Fire (1986)
- Río de oro (1986)
- Miracles (1986)
- El vengador del 3006 (1983) Como el chueco robespierre
- Cazador de demonios (1983)
- The Honorary Consul (1983)
- Missing (1982)
- El robo imposible (1981)
- Caboblanco (1980)
- Eagle's Wing (1979)
- Bloody Marlene (1979)
- Convoy  (1978)
- Víbora caliente (1978)
- la dinastía de la muerte (1977)
- El diabólico (1977)
- De todos modos Juan te llamas (1976)
- Longitud de guerra (1976)
- The Return of a Man Called Horse (1976)
- El hombre del puente (1976)
- México, México, ra ra ra (1976)
- Sangre derramada (1975)
- El valle de los miserables (1975)
- Pistolero del diablo (1975)
- Quiero la cabeza de Alfredo García (1974)
- Los doce malditos (1974)
- ¡Quiero vivir mi vida! (1973)
- Carne de horca (1973)
- Pat Garrett y Billy the Kid (1973)
- La noche de los mil gatos (1972)
- The Wrath of God (1972)
- Tacos al carbón (1972)
- La mula de Cullen Baker (1971)
- Alguien nos quiere matar (1970)
- Soldier Blue (1970)
- Butch Cassidy and the Sundance Kid (1969)
- The Wild Bunch (1969)
- El hombre de negro (1969)
- Todo por nada (1969)
- Lauro Puñales (1969)
- Lucio Vázquez (1968)
- El escapulario (1968)
- El asesino se embarca (1967)
- Pedro Páramo (1967)
- La vuelta del Mexicano (1967)
- La mano de Dios (1966)
- El mexicano (1966)
- Solo para ti (1966)
- 'Gatillo Veloz' en 'Los Malditos' (1966)
- Los cuatro Juanes (1966)
- La frontera sin ley (1966)
- Alma Grande (1966)
- La maldición del oro (1965)
- ¡Ay Jalisco, no te rajes! (1965)
- Aquella Rosita Alvírez (1965)
- El último cartucho (1965)
- El hijo de Gabino Barrera (1965)
- El padrecito (1964)
- El rostro de la muerte (1964)
- El revólver sangriento (1964)
- El monstruo de los volcanes (1963)
- ¡En peligro de muerte! (1962)
- Los pistoleros (1962)
- La máscara roja (1962)
- Espiritismo (1962)
- Amor a balazo limpio (1961)
- Dos locos en escena (1960)
- La vida de Agustín Lara (1959)
- Villa!! (1958)

## Premios y nominaciones

### Premios TVyNovelas
| Año  | Categoría          | Telenovela            | Resultado |
| ---- | ------------------ | --------------------- | --------- |
| 1998 | Mejor primer actor | Huracán               | Ganador   |
| 1997 | Mejor primer actor | Cañaveral de pasiones | Ganador   |
| 1991 | Mejor primer actor | Días sin luna         | Ganador   |

### Premios Ariel
| Año  | Categoría                   | Película                      | Resultado |
| ---- | --------------------------- | ----------------------------- | --------- |
| 1994 | Mejor Actor                 | La última batalla             | Nominado  |
| 1989 | Mejor Coactuación Masculina | Los camaroneros               | Ganador   |
| 1976 | Mejor Actor                 | De todos modos Juan te llamas | Ganador   |